# Västra Gångborstjärnarna (Alfta socken, Hälsingland, 678497-149401)
Västra Gångborstjärnarna är en sjö i Ovanåkers kommun i Hälsingland och ingår i Dalälvens huvudavrinningsområde.